# O Protetorado
Na história da Inglaterra, da Escócia e da Irlanda, dá-se o nome de Protectorado ou Ditadura Cromwell ou, ainda, República Puritana ao período de 1653 a 1659, quando o governo da Comunidade da Inglaterra (que incluía também a Escócia e a Irlanda)  foi exercido por um Lorde Protetor.

## Antecedentes
Antes da criação do Protectorado, a Inglaterra (e posteriormente a Escócia e a Irlanda) tinha sido governada directamente pelo Parlamento desde a instauração da Commonwealth da Inglaterra em 1649, após o início das hostilidade que desencadearam a Guerra civil inglesa. Em abril de 1653, o Rump Parliament  (em português, 'parlamento manco' ou 'sobra do parlamento') foi dissolvido à força, pelo exército de Oliver Cromwell, impulsionado pela percepção da ineficácia do governo e falta de soluções para vários problemas. Apesar da substituição desse parlamento pelo chamado Parlamento Bareborns (julho a dezembro de 1653),  este último também acabou sendo dissolvido por ser de difícil controlo.
Depois da dissolução, o general John Lambert apresentou uma nova constituição conhecida como Instrumento de Governo. Essa constituição nomeava Cromwell Lorde Protetor vitalício, sendo "a cabeça da magistratura e da administração de governo". Através desse cargo tinha o poder de convocatória e de dissolução dos parlamentos, mas a obrigação, no respeito da constituição, de procurar obter o voto da maioria do Conselho de Estado. Não obstante, o poder de Cromwell aumentou graças à sua popularidade no seio do exército, decorrente de sua participação na Guerra Civil Inglesa. Cromwell prestou juramento como Lorde Protetor em 15 de dezembro de 1653.

## Etapas

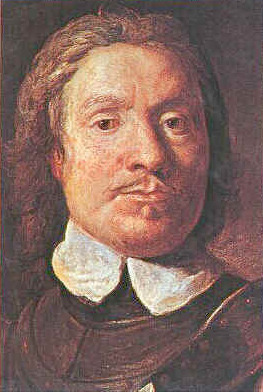
Oliver Cromwell

Em 3 de setembro de 1654 é instalado o primeiro Parlamento do Protectorado, que, depois de alguns gestos de aprovação inicial das nomeações realizadas anteriormente por Cromwell, começa a trabalhar num programa moderado de reforma constitucional. Por não concordar com um projecto de lei elaborado pelo Parlamento, Cromwell dissolve-o em 22 de janeiro de 1655. Depois de um levante dirigido por John Penruddock, um monarquista, Cromwell (influenciado por Lambert) divide a Inglaterra em distritos governados por militares, os quais foram designados por ele próprio. Os generais não apenas supervisionavam as forças das milícias e a segurança mas também recolhiam os impostos que garantiam o governo da nação.
São estabelecidos comissionados em cada condado para assegurar a paz na Commonwealth. Enquanto alguns deles eram políticos de carreira, a maioria eram puritanos radicais que receberam os generais de braços abertos e se entregaram ao novo trabalho com entusiasmo. No entanto, os generais duraram menos de um ano. Muitos viam-nos como uma ameaça devido aos seus esforços reformistas e à sua autoridade.
Em 17 de Setembro de 1656 forma-se o segundo Parlamento do Protectorado, que se reúne em duas sessões. A sua posição ficou ainda mais frágil quando este segundo parlamento votou contra uma proposta de impostos feita pelo Major General John Desborough com o fim de prover a sua tarefa de recursos financeiros. Finalmente, foi no entanto a incapacidade de Cromwell de apoiar os seus homens, sacrificando-os aos seus oponentes políticos, o que iria causar a queda de todos eles. Além disso, as suas actividades entre Novembro de 1655 e Setembro de 1656 tinham reaberto as feridas da década de 1640 e ampliado as antipatias pelo regime instaurado
O segundo parlamento foi abolido em 4 de Fevereiro de 1658.

## Política externa
Durante este período, Cromwell consegue finalizar a Primeira Guerra Anglo-holandesa, que tinha começado no ano de 1652, contra a República das Sete Províncias Unidas graças ao esforço empreendido pelo almirante Robert Blake em 1654. Graças a esta vitória, o comércio inglês consegue derrotar o neerlandês e os britânicos convertem-se nos seus líderes mundiais. Estando consciente da ajuda prestada pela comunidade judaica acedeu a dar maior tolerância para o culto privado do judaísmo e permitiu o regresso dos judeus 350 anos depois da expulsão decretada por Eduardo I de Inglaterra. Fê-lo com certeza com a esperança de que iriam ajudar a acelerar a recuperação económica da nação depois das guerras civis.

## O papel de Cromwell

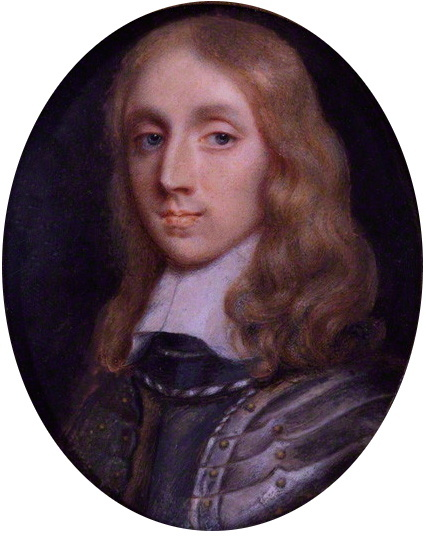
Richard Cromwell

Oliver Cromwell no papel de Lord Protector converte-se na prática em "rei de uma república" segundo os historiadores actuais, sendo realmente um governo próximo de uma ditadura.
Os ingleses submeteram-se a uma ditadura de facto (Cromwell dissolveu o Parlamento), reconhecendo a habilidade político-diplomática do ditador e a eficácia das suas medidas de fomento econômico.
No seu governo, a burguesia dominou o comércio, a indústria e os cargos públicos. A ascensão dessa classe marca o enfraquecimento das antigas relações feudo-vassálicas, face ao poder do dinheiro e da indústria.
Cromwell desejava tornar a Inglaterra (ou melhor, a Commonwealth) numa potência naval. Ficou também célebre pelo primeiro dos três Atos de Navegação (1651, 1660 e 1663), que proibiam o comércio entre as colônias da Inglaterra e outras nações ou colônias. Na prática, todos os produtos deveriam passar pela metrópole, não podendo ser obtidos por preços mais baixos pelos interessados, como aconteceria no caso de esse papel de intermediário não existir.
Em 1657, foi oferecida a Cromwell a coroa real pelo Parlamento como parte de um acordo de revisão constitucional, o que lhe colocou um dilema, já que ele fora "instrumental" na abolição da monarquia. Cromwell hesitou durante seis semanas em relação a esta "oferta". Era atraído pela estabilidade que esta solução traria, mas num discurso datado de 13 de Abril de 1657 foi claro a referir que a providência divina falara contra o cargo de rei: «Não procurarei tomar o que a Providência destruiu e deixou em pó, e não reconstruirei Jericó de novo». A referência a Jericó diz respeito a uma ocasião prévia na qual Cromwell lutara contra a sua própria consciência quando chegaram a Inglaterra notícias da derrota de uma expedição contra a ilha de Hispaníola, sob domínio espanhol em 1655 - comparando-se com acã, que trouxe aos israelitas a derrota depois de fazer pilhagens durante a captura da antiga cidade de Jericó.

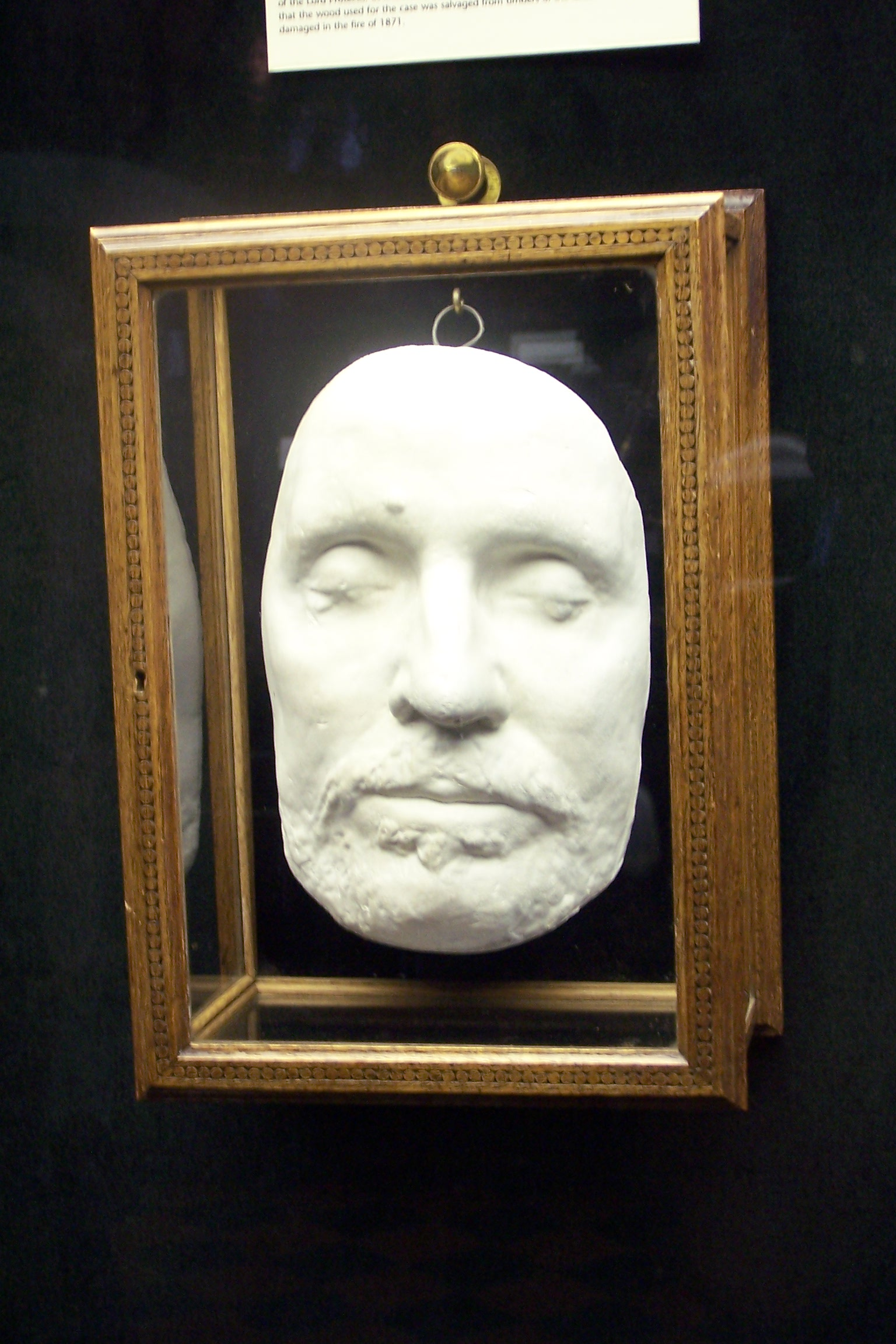
Máscara mortuária de Oliver Cromwell no castelo de Warwick.

Em vez disso, Cromwell foi cerimonialmente reinstalado como "Lord Protector" (com maiores poderes do que os que lhe tinham sido conferidos de acordo com o seu título) em Westminster Hall, sentando-se na cadeira do rei Eduardo que fora propositadamente trazida da Abadia de Westminster. O evento pareceu uma cerimónia de coroação, utilizando muitos dos símbolos e regalias, como uma capa de cor roxa bordejada de pele arminho, uma espada da justiça e um ceptro (mas não uma coroa). O cargo de Lord Protector não era hereditário, embora Cromwell pudesse nomear o seu próprio sucessor. Os novos poderes e direitos de Cromwell foram compilados no Humble Petition and Advice, um instrumento legislativo que substituiu o "Instrument of Government".
Supõe-se que Cromwell sofria de malária (provavelmente contraída durante as suas campanhas na Irlanda) e de "stones" (cálculo renal), um termo comum na época para as infecções urinárias e dos rins. Em 1658 sofreu de ambas: um ataque repentino das febres provocadas pela malária, seguido imediatamente por um ataque com sintomas próprios de "stones". Um médico veneziano seguiu esta doença que acabaria por causar a morte de Cromwell, afirmando que os seus médicos pessoais o estavam tratando mal, o que o levou a um rápido declínio e à morte. Depois da sua morte, em 3 de Setembro de 1658 (no aniversário das suas grandes vitórias em Dunbar e Worcester), foi sucedido pelo seu filho Richard Cromwell, mas este não conseguiu manter-se com o controlo absoluto do poder para estabilizar o país, abdicando em Maio de 1659.
Houve então uma breve restauração da Commonwealth da Inglaterra. Na sequência desse período de relativa estabilidade, a monarquia inglesa foi restaurada em Maio de 1660 por iniciativa do general George Monck, que colocou Carlos II Stuart no trono da Inglaterra, Escócia e Irlanda.